# Hiranyakashipu

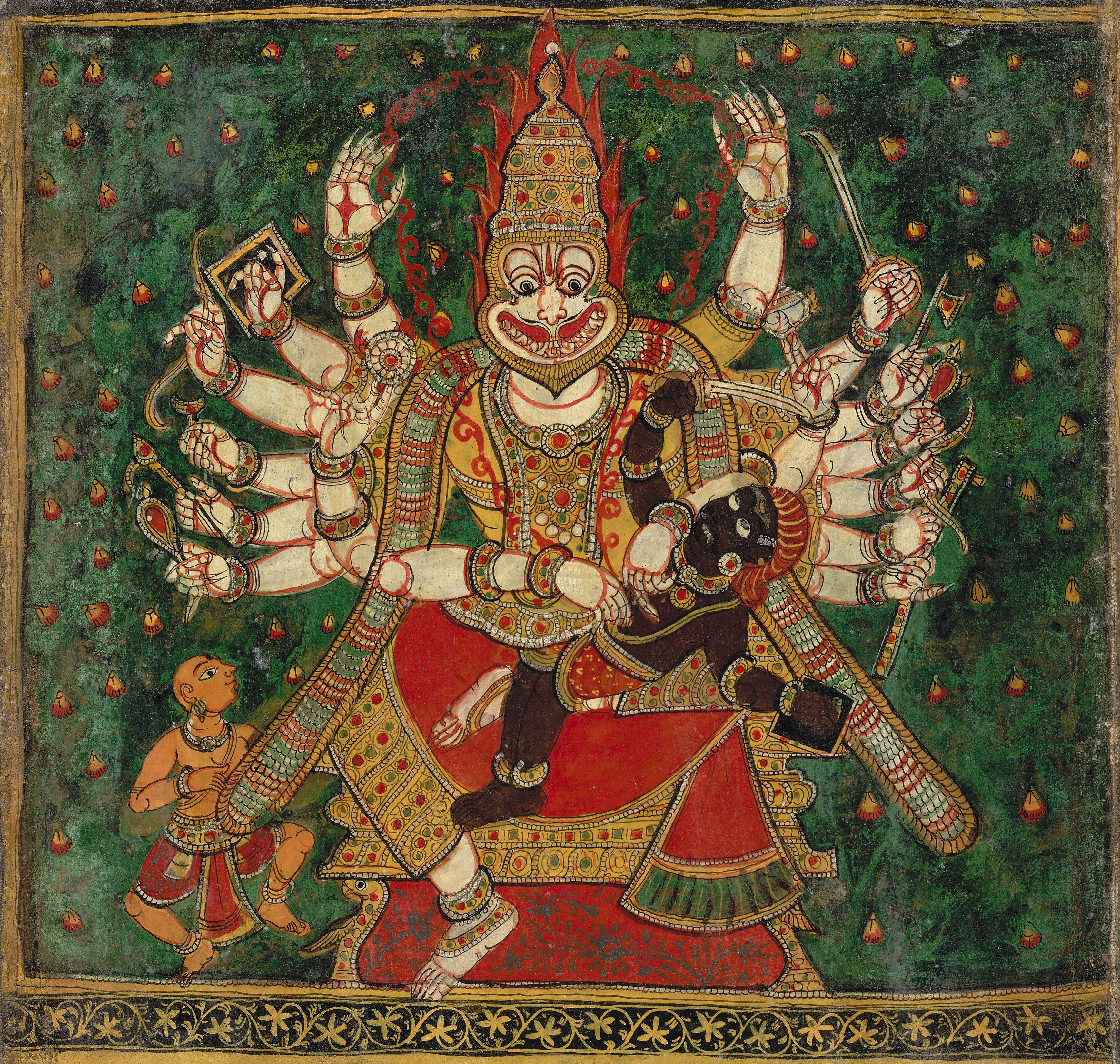
Vishnou tue le démon Hiranyakashipu sous le regard de son fils Prahlada (peinture du XVIIIe siècle).

Hiranyakashipu est un asura de l'hindouisme qui martyrisait son fils Prahlada à cause de sa dévotion au deva Vishnou. Il était reconnu pour sa grande cruauté. Pour le vaincre, Vishnou a été obligé de prendre sa forme de Narasimha, son avatar mi-homme mi-lion,.